# Eleno (stratego di Cipro)
Eleno (in greco antico: Ἕλενος?, Hélenos; Cirene, ... – ...; fl. 118-106 a.C.) è stato un funzionario, militare e sacerdote egizio del periodo tolemaico.

## Biografia
Figlio di un certo Apollonio e proveniente da Cirene, Eleno era presente sull'isola di Cipro sin dalla strategia tolemaica di Teodoro (124-118 a.C.) con incarichi minori; nel 118 a.C. venne poi nominato lui stesso governatore militare (στρατηγός, strategós) dell'isola, ricevendo i titoli aggiuntivi di archiereus (gran sacerdote) e archikynegos (capo cacciatore), ma non quello di nauarchos. Poco dopo, nel 117 a.C., Eleno fu sostituito da Tolomeo Sotere, l'erede al trono d'Egitto; l'anno seguente, però, questi diventò re alla morte del padre e lasciò la strategia di Cipro al fratello Tolomeo Alessandro, con Eleno come suo tutore. Durante il periodo di governatorato di Alessandro, a Cipro arrivò Cleopatra IV che, appena divorziata da Tolomeo Sotere e volendo sposare il seleucide Antioco IX, ammassò un esercito e partì per la Siria per sconfiggere l'avversario del promesso sposo, Antioco VIII. Dopo circa un anno, nel 114 a.C., Tolomeo Alessandro tornò in Egitto per autoproclamarsi re in contrapposizione al fratello Sotere ed Eleno fu nuovamente strategos, con l'aggiunta di diversi titoli; nel 106 a.C., dopo aver risollevato le sorti dell'isola dopo i diversi avvicendarsi di governatori e aver ricevuto i titoli di nauarchos e sacerdote in onore della regina Cleopatra III, di lui non si hanno più notizie.